# Bătălia de la Albești
Bătălia de la Albești, denumită și Bătălia de la Sighișoara, a fost o luptă majoră din cadrul Revoluției Maghiare de la 1848-1849 ce a avut loc la 31 iulie 1849 între Armata Revoluționară Maghiară susținută de un grup de voluntari polonezi sub comanda generalului Józef Bem și Corpul V al Armatei Ruse comandat de generalul Alexander von Lüders, sprijinit de câteva unități austriece conduse de generalul Eduard Clam-Gallas. Bătălia a fost câștigată de către armata ruso-austriacă și se presupune că poetul și eroul național maghiar Sándor Petőfi ar fi murit pe câmpul de luptă, deși trupul său nu a fost niciodată găsit.

## Ordinea de bătaie maghiară
Bem a revenit în Transilvania la 28 iulie 1849, după o expediție în Moldova împotriva forțelor ruse aflate sub comanda generalului Ustrugov. El a pregătit o ofensivă împotriva grupului de armate ruse comandat de generalul Magnus Johann von Grotenhjelm. A trebuit să anuleze această ofensivă, deoarece a primit informații că Lüders ocupase pasul Turnu Roșu și orașul Sibiu și înainta către el. Bem știa că o bătălie împotriva lui Lüders ar fi decisivă pentru campania din Transilvania așa că a decis să-și concentreze forțele. El i-a ordonat colonelului Farkas Kemény, comandantul Diviziei din Cluj, să meargă la Sighișoara și să sprijine principalele forțe maghiare în lupta împotriva Corpului V al Armatei Ruse.
Rămășițe ale celor patru divizii din Sibiu și părți ale diviziilor din comitatele Brașov și Trei Scaune au fost concentrate la Cristuru Secuiesc, pe care Bem l-a ocupat. Grupul colonelului József Dobay a trebuit să se mute de la Racoșul de Sus, prin Rupea, către Cristuru Secuiesc, în scopul de a sprijini grosul armatei. Tuturor acestor forțe militare aflate sub comanda lui Bem li se adăugau aproximativ 10-12.000 de soldați de infanterie și cavalerie și mai mult de 30 de tunuri. Cu toate acestea, Bem a avut la dispoziție doar 6.000 de soldați și 12 tunuri pe câmpul de luptă.
Aripa dreaptă a armatei maghiare consta dintr-un batalion de infanterie cu două tunuri amplasate în apropierea drumului de la Odorhei către Albești. Centrul armatei maghiare conținea 8 tunuri, împreună cu unități de cavalerie și 4 formațiuni de infanterie. Două batalioane de infanterie au fost poziționate pe partea stângă, deasupra aducțiunii unui curs de apă ce traversa drumul de la Sighișoara către Albești. Rezervele au fost plasate cu aproximativ 1.000 de metri în spate.

## Ordinea de bătaie rusă
Lüders avea sub comanda sa aproximativ 12.000 de soldați și 30 de tunuri. El era îngrijorat de faptul că ar putea avea loc un atac al unor întăriri maghiare de pe drumul lateral dinspre Târgu Mureș, așa că-l apăra cu trei regimente de pușcași din Zamość, 16 tunuri, 5 batalioane de geniu, 4 escadroane dizlocate din regimentul prințului de Nassau , o divizie de cavalerie și un escadron de cazaci. El a plasat un regiment de pușcași din Lublin pe drumul spre Odorhei, cu 5 batalioane de pușcași, 12 tunuri, alte 4 escadroane de cavalerie și 3 escadroane de cazaci, întreaga unitate aflându-se sub comanda generalului Aleksandr Bogdanovici Engelhardt. El a poziționat un escadron cazac de recunoaștere pe drumul către Făgăraș. Batalionul de artilerie a fost plasat pe drumul către Mediaș.
În plus față de aceste forțe, Lüders avea sprijinul unei armate austriece aliate comandate de generalul Eduard Clam-Gallas. Grupul său, format din șase batalioane de infanterie, câteva unități de cazaci și 6 sau 8 tunuri, trebuia să-și unească forțele cu Corpul V Rus. După ce a aflat la 8 dimineața că oastea maghiară a fost observată de pe drumul spre Odorhei, comandantul Corpului V a ordonat șefului său de stat major (generalul Skariatin) să se pregătească pentru a lupta cu trupele generalului Essaułov. Skariatin și-a mutat trupele înspre vadul de pe drumul între Sighișoara și Albești. A plasat 6 tunuri, apărate de un batalion de infanterie, pe partea dreaptă a drumului. Alte două tunuri au fost dispuse pe drum, împreună cu cel de-al doilea batalion. Un al treilea batalion a fost poziționat pe partea dreaptă a drumului, la marginea unei păduri. Părți din al cincilea batalion se aflau pe vârful acelui munte. Un flanc stâng, aflat ușor în spatele părții centrale, era format din cavalerie, cazaci și câteva tunuri. Lüders a păstrat 2 batalioane de infanterie și o unitate de artilerie ca rezervă.
După ce a observat cum și-au stabilit pozițiile ungurii, Lüders era sigur că atacul principal va avea loc pe drumul dinspre Târgu Mureș. 

## Bătălia
După ora 10 dimineața Bem a ordonat executarea unui puternic foc de artilerie asupra principalului grup al armatei ruse și a început să avanseze pe aripa stângă. În timpul luptelor, un glonte l-a rănit mortal pe Skariatin. Comanda a trecut la generalul Vladimir Ivin. Luptele au fost înverșunate timp de aproape trei ore. În jurul orei 14, rezistența rusă de pe aripa dreaptă a început să slăbească. Ivin a trimis două companii din primul batalion pentru a consolida poziția. Comandantul Corpului V a ordonat artileriei și cavaleriei de rezervă să atace aripa dreaptă a armatei maghiare, de pe cealaltă parte a câmpului de luptă. După ce a obținut informații că întăririle maghiare de la Târgu Mureș nu au sosit, Lüders a trimis trupe pentru a asigura acest drum. Cavaleria generalului Ivin a încercuit aripa dreaptă a armatei maghiare după sosirea bateriei de artilerie și a unor unități de cavalerie. Rezistența husarilor a fost spartă, iar cavaleria rusă a ajuns în spatele maghiarilor. Ungurii au rupt frontul și au început să se retragă către Albești, fiind urmăriți de ruși. În acest timp, oștile comandate de colonelul Dobanay au fost învinse de trupele generalului Clam-Gallas. 

## Victime
Armata maghiară a avut pierderi importante: aproximativ 1.200 de oameni morți, 500 de prizonieri și 8 tunuri capturate de inamic. Pierderile rușilor nu sunt cunoscute. Sándor Petőfi, poet și revoluționar maghiar, a dispărut în luptă și se presupune că a murit pe câmpul de bătălie. Printre cei morți s-a aflat și cărturarul sas Anton Kurz.

## Urmări
Oștile maghiare s-au retras la Târgu Mureș unde s-au alăturat diviziei din Cluj, după care s-au retras regrupate către Sibiu. Acolo, Bem a câștigat ultima sa victorie împotriva oștii conduse de generalul rus Hasford.

## Imagini

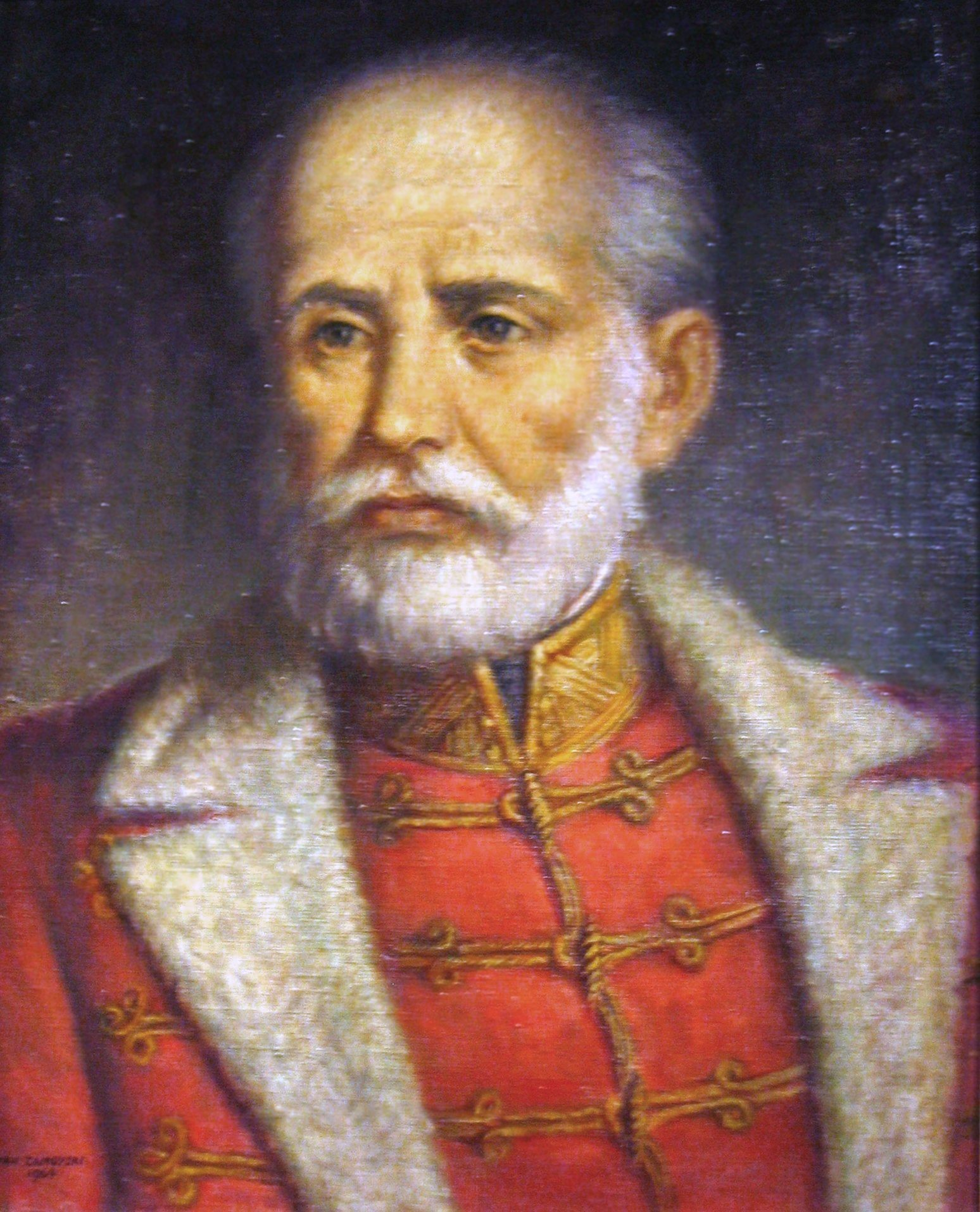
Generalul polonez Józef Zachariasz Bem
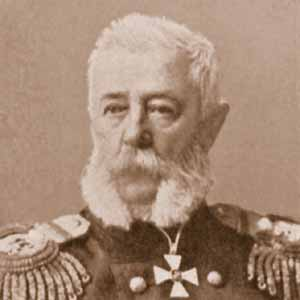
Generalul rus Alexander von Lüders
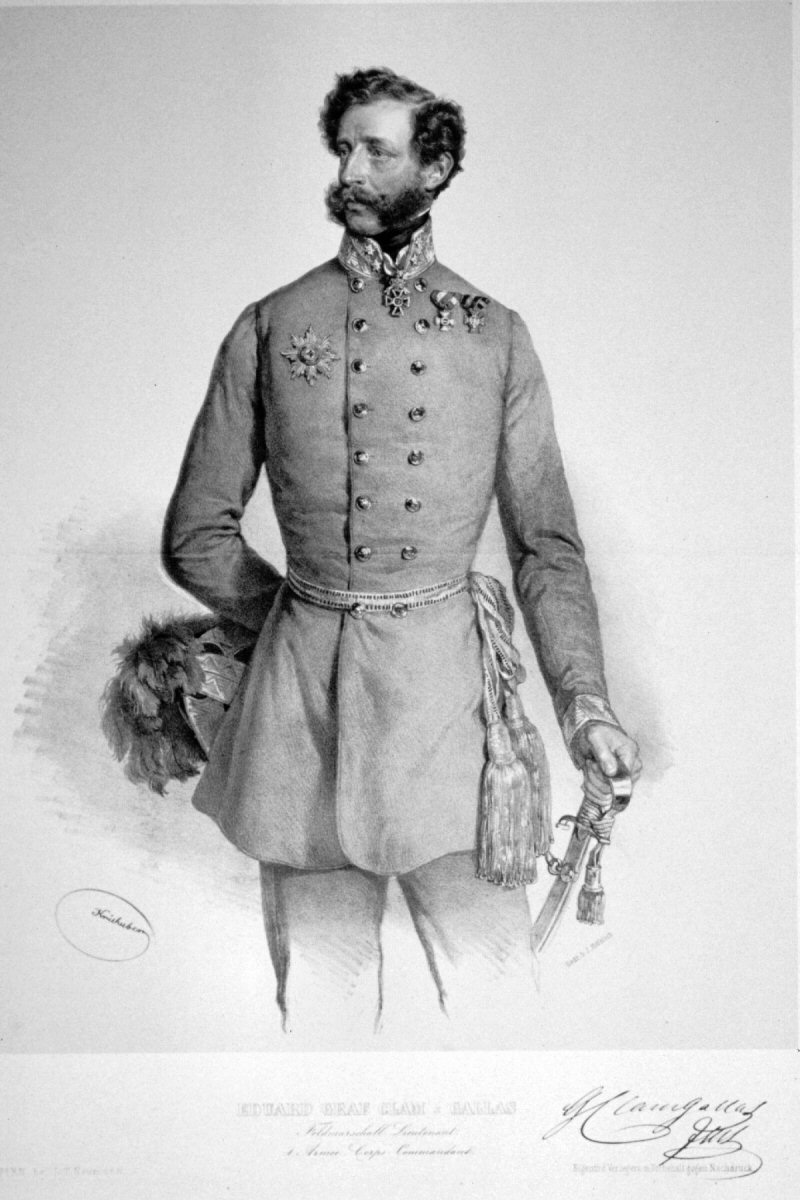
Generalul austriac Eduard Clam-Gallas
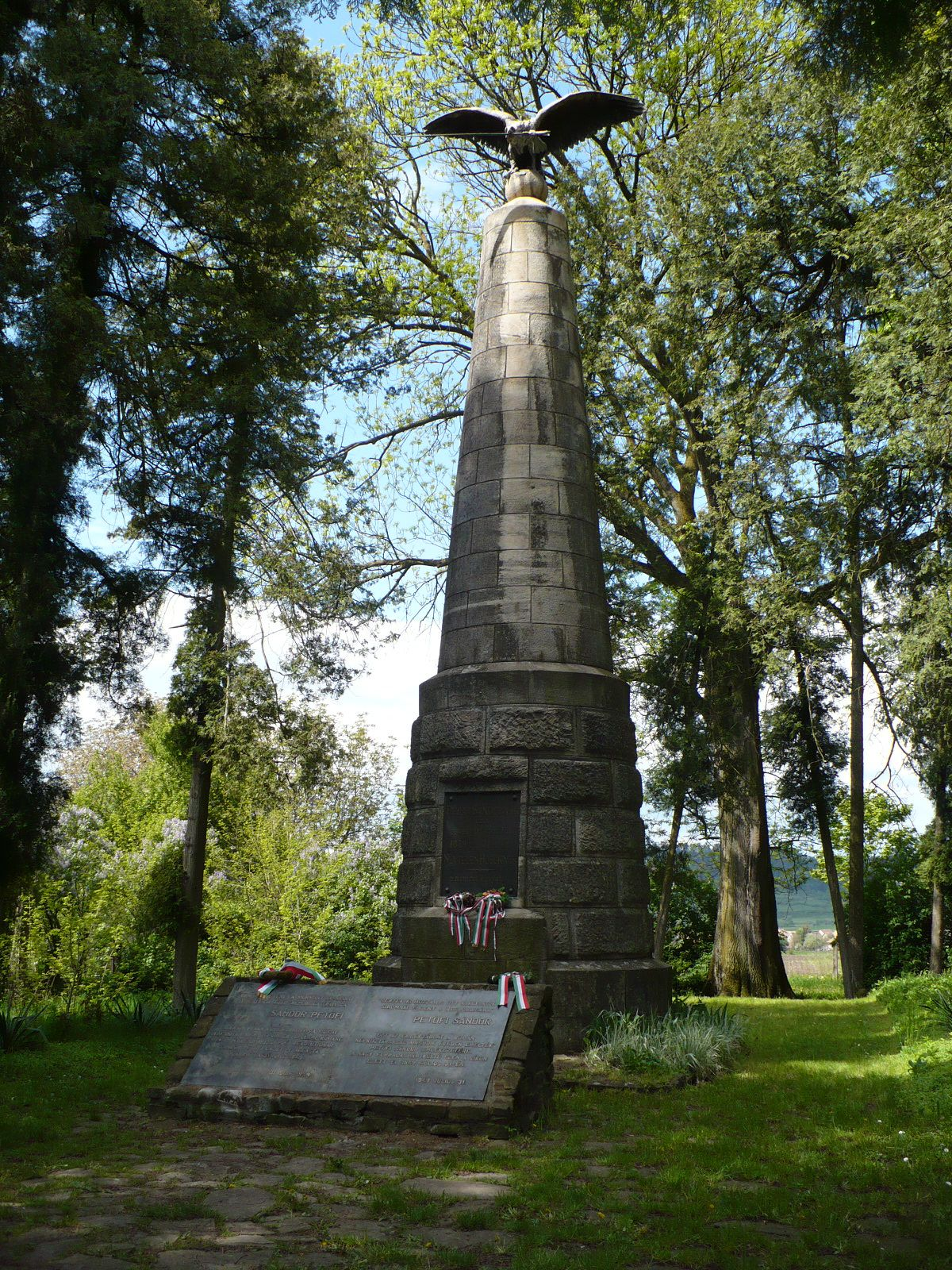
Monumentul comemorativ de la Albești
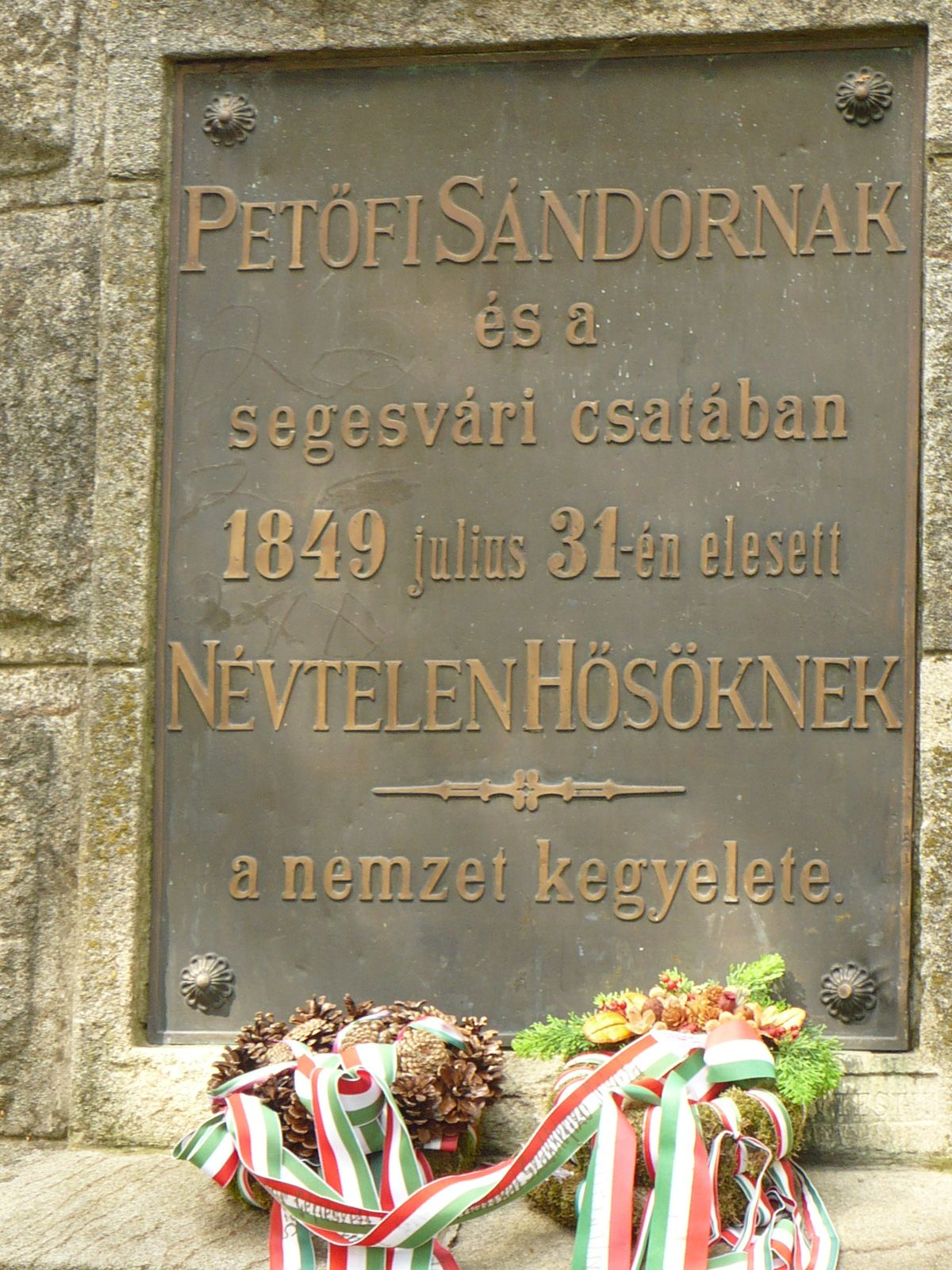
Inscripție de pe același monument
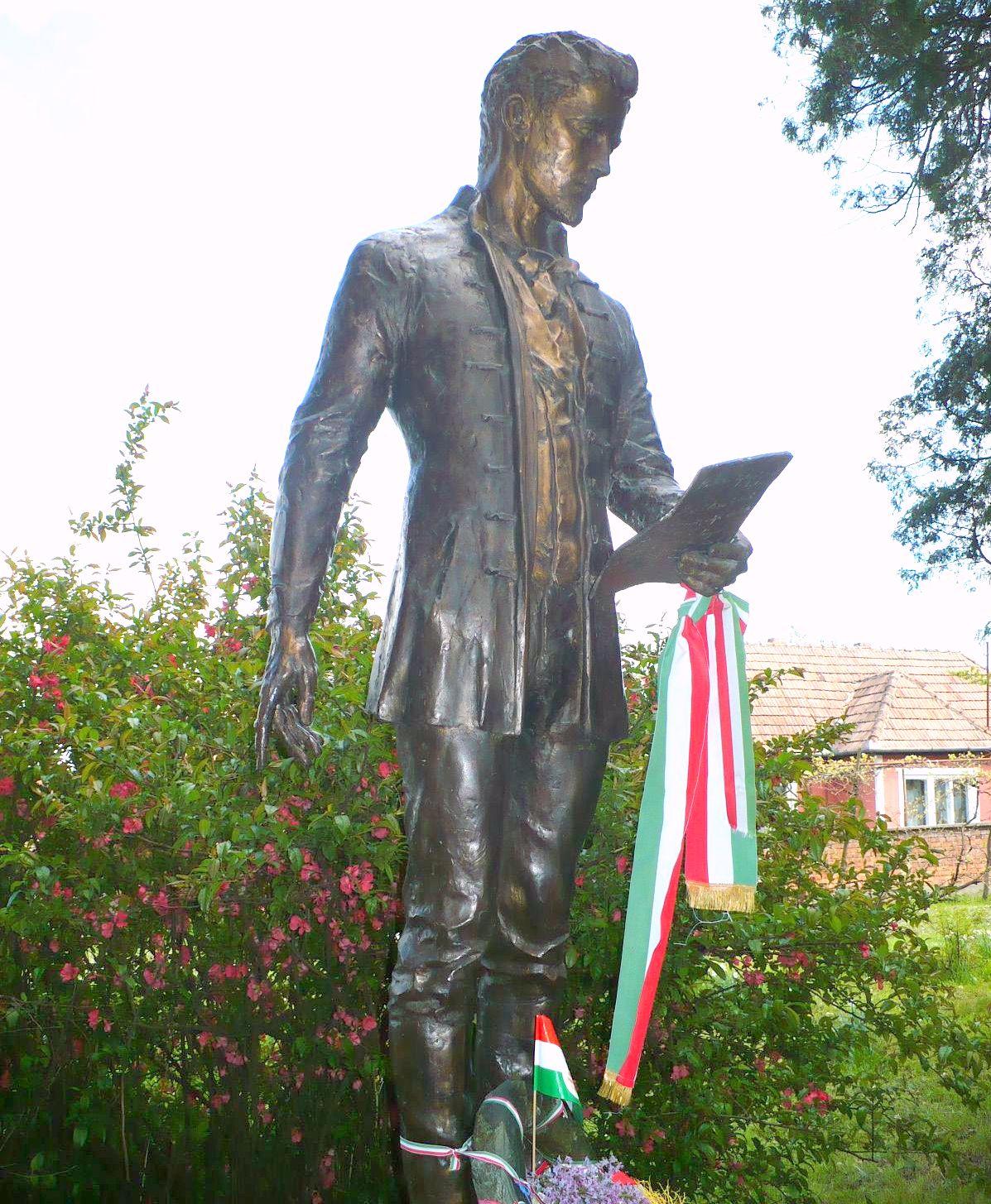
Statuia lui Sándor Petőfi de la Albești